# Artanthe lapathifolia
Artanthe lapathifolia là một loài thực vật có hoa trong họ Hồ tiêu. Loài này được (Kunth) Miq. miêu tả khoa học đầu tiên năm 1844.